# Apache Ignite
Apache Ignite è un software open source distribuito che permette di sfruttare più nodi per elaborazioni, caching e persistenza di dati. Può essere considerato un database e un data grid.